# ستيفن بروكول
ستيفن بروكول هو شاعر كندي، ولد في 3 يونيو 1963.